# Anichino di Bongardo
Anichino di Bongardo ou encore Giovanni di Bongardo, (en allemand, Hanneken von Baumgarten ou Hanneken (Johann) von Bongard) (Bongart... - 1375), seigneur de Caraglio, est un condottiere italien d'origine allemande du XIVe siècle.

## Biographie
Anichino di Bongardo appartenait à la famille allemande des chevaliers de Bongart (ou Bongard), ancien bourg de Allrath, situé près de Grevenbroich, une cité de la Rhénanie qui faisait partie du diocèse de Cologne. Anichino avait le titre de comte, seigneur de Caraglio.  
Anichino di Bongardo arrive en Italie en 1351 au service des Visconti d'abord, puis de la papauté. 
En 1356, il est au service de Bernardino da Polenta contre les Ordelaffi. 
En 1357, il passe à la Grande Compagnia guidée par le comte Lando, et combat aux côtés des seigneurs de Forli contre les troupes pontificales.
Il quitte la compagnie en mars 1358 au profit de Sienne qui lui confie une milice de 800 barbute et 400 fantassins pour combattre contre Pérouse. Au mois d'avril, il est battu et fait prisonnier par les Pérugins à Torrita di Siena. 
En 1359, il est libéré et retourne à la Grande Compagnia, avec laquelle il est défait à la bataille de Campo delle mosche (en).
Au mois d'août de 1359, il passe à la solde du marquis Jean II de Montferrat, par lequel il est nommé capitaine du peuple, afin de combattre contre Barnabé Visconti. Il trahit néanmoins Jean II de Montferrat et passe à la partie adverse et en avril 1363, il retourne à la Grande Compagnia, affronta la Compagnia Bianca d'Albert Sterz au service de Montferrat.
Défaits à la bataille de Canturino, où le comte Lando est tué, Anichino rassemble 6 000 soldats provenant de la Grande Compagnia détruite, et au service des Visconti combat en Émilie contre les armées pontificales, mais il doit se retirer.
En 1364 il entre dans la Compagnia Bianca d'Albert Sterz et de Giovanni Acuto avec laquelle le 28 juillet 1364, au service de Pise, il combat contre Florence à la bataille de Cascina, remportée par les Florentins. 
Après la bataille, il quitte les Pisans et avec Albert Sterz il fonde la Compagnia della Stella avec laquelle il combattit contre Sienne, allié à la Compagnia del Cappelletto.
En 1365, Anichino combat les troupes pontificales commandées par Egidio Albornoz ainsi que le royaume de Naples. 
Toujours contre les États pontificaux, il passe au service de Galéas et Barnabé Visconti. 
En 1372, Anichino est à la solde de Amédée VI de Savoie qui lui confie le commandement d'une armée composée de 1 200 lanciers, 600 fantassins et 300 archers pour combattre les troupes des Visconti et du marquisat de Saluces. 
Par la suite, il remporte une bataille contre le marquis de Montferrat Otton III. 
En 1373, Amedée VII confie à Anichino  en tant que seigneur la commune de Caraglio, néanmoins celui-ci passe de nouveau à la solde des Visconti avant de retourner finalement en Allemagne, où il meurt en 1375.